# Franz Rosenzweig
Pour les articles homonymes, voir Rosenzweig.
Franz Rosenzweig (en allemand : [ˌfʁant͡s ˈʁoːzn̩ˌt͡svaɪ̯k] ? Écouter [Fiche]) est un philosophe et théologien juif allemand des XIXe et XXe siècles (Cassel, 25 décembre 1886 - 10 décembre 1929, Francfort-sur-le-Main).
Né dans une famille juive assimilée à la culture allemande dont de nombreux membres se sont convertis au christianisme, il est tenté lui-même de suivre cette voie avant d’effectuer un retour au judaïsme et d'en faire la base de son œuvre philosophique.

## Biographie
Franz Rosenzweig est né à Cassel, le 25 décembre 1886. Il est le fils unique de Georg et Adèle Rosenzweig. Il grandit dans une famille juive d'industriels aisés. La mère est férue d’art et de littérature. L’observance juive de la famille se limite à la Bar-Mitzvah et aux grandes fêtes religieuses.
Rosenzweig étudie à l'université la médecine, l'histoire et la philosophie. Sa thèse de doctorat de 1912 porte sur Hegel et l’État (publiée en 1920). La question qui traverse la thèse de Rosenzweig est celle de savoir si l’État universel hégélien est adéquat à la réalité de l’État-puissance. Il subit alors l'influence de l'historien Friedrich Meinecke puis d'Eugen Rosenstock-Huessy, juif converti au protestantisme.
Peu satisfait du rationalisme hégélien, il songe à se convertir au christianisme. Mais comme il veut que sa conversion soit celle d’un Juif et non d’un païen, Rosenzweig décide, en 1913, de passer une ultime journée de Kippour dans une synagogue berlinoise. L'office de Kippour le détourne de son idée première et le rapproche de son judaïsme. Puis sa participation directe à la guerre le confirme dans ses réserves à l’égard de la philosophie hégélienne de l’histoire qui justifie la mort des individus au nom de causes supérieures. Entre 1913 et 1921, il subit l'influence d'Hermann Cohen et entre en relation avec Martin Buber.
En 1917, Rosenzweig publie un manuscrit de la main de Hegel qu'il intitule « Le plus ancien programme de système de l'idéalisme allemand » (Das älteste Systemprogramm des deutschen Idealismus). Il y voit un texte de Schelling et ouvre un débat concernant l'attribution, car d'autres affirment, au contraire, qu'il s'agit d'un texte de Hegel, voire de Hölderlin.
Durant la Première Guerre mondiale, il écrit son œuvre maîtresse L'Étoile de la Rédemption (Der Stern der Erlösung, 1921), considérée comme une contribution à la mystique et à sa théorie.
Il publie dans le même temps sa thèse en l’encadrant de quelques pages de préface et de conclusion qui montrent qu'il n'adhère plus du tout aux idées de sa jeunesse. Rosenzweig voit bien que les courants intellectuels dont il a été proche ne sont pas étrangers au développement du pangermanisme et de l'antisémitisme. Il fonde ensuite à Francfort une académie d'études juives pour adultes (freies jüdisches Lehrhaus), où enseignent les meilleurs savants juifs allemands.

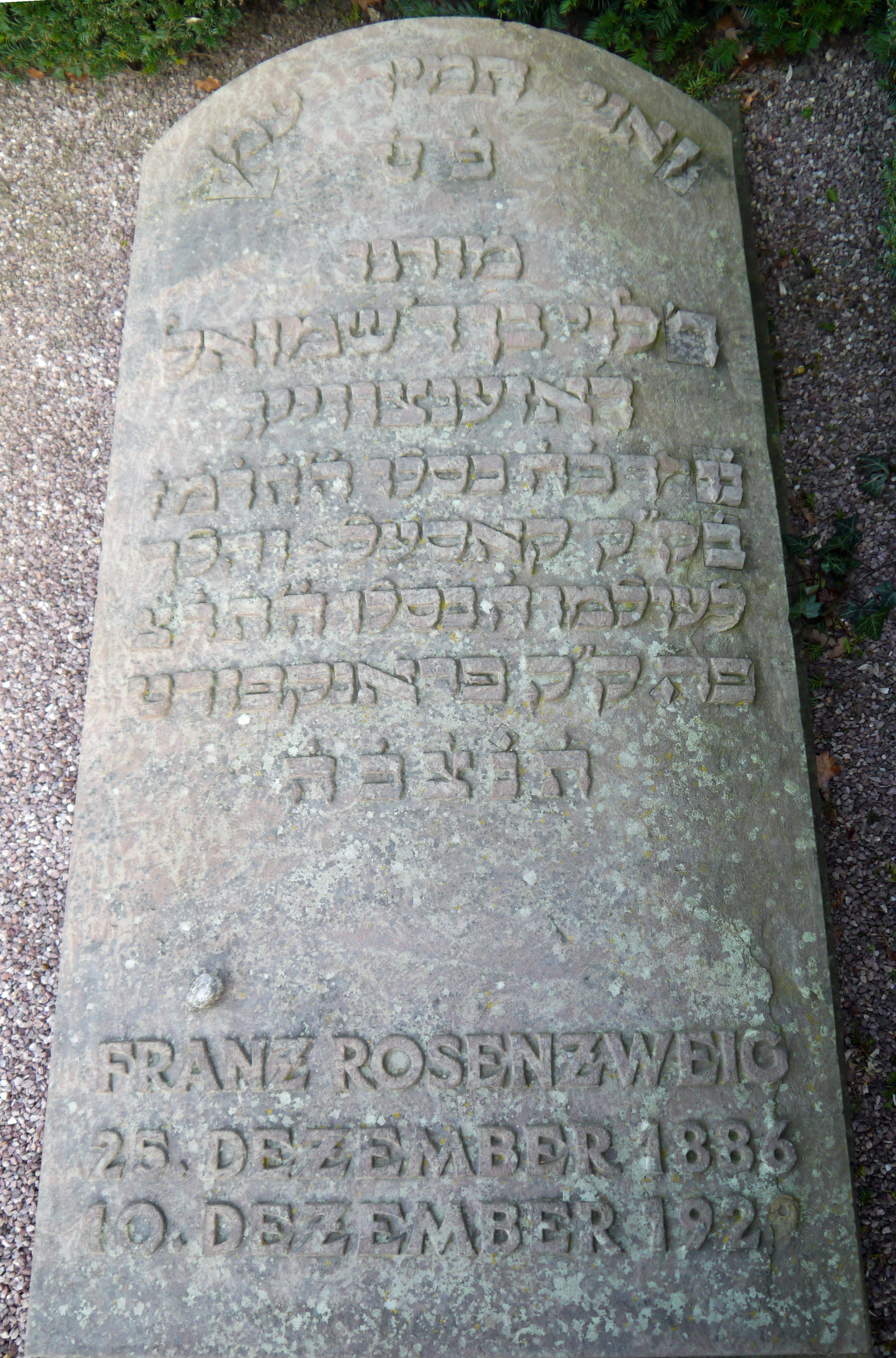
Tombe de Franz Rosenzweig au Nouveau cimetière juif de Franckfort-sur-Main

Franz Rosenzweig reste avant tout un Allemand, un juif allemand, intégré à la société allemande. Il  écrit en 1923 : « Mon retour au judaïsme (Verjudung) a fait de moi un meilleur et non un pire Allemand... Et je crois qu’un jour L’Étoile [de la Rédemption] sera reconnue et appréciée à juste titre comme un cadeau que l’esprit allemand doit à son enclave juive. »
Paralysé les huit dernières années de sa vie par la sclérose latérale amyotrophique, il continue cependant à travailler. Il traduit des poèmes de Juda Halévy puis la Bible avec Martin Buber. Il continue à observer les préceptes pratiques du judaïsme.
La pensée de Franz Rosenzweig a eu un retentissement considérable sur l’intelligentsia allemande de l’entre-deux-guerres, notamment sur Martin Heidegger, Walter Benjamin et Gershom Scholem. Il a profondément influencé Emmanuel Levinas.
L'œuvre de Rosenzweig est restée confidentielle en France jusque dans les années 1980. Bernard-Henri Lévy fut l’un des premiers philosophes à signaler son importance. À sa suite, une nouvelle génération d’intellectuels, notamment Stéphane Mosès, Benny Lévy, Jean-Claude Milner, lui ont reconnu un rôle décisif dans l’histoire du judaïsme au XXe siècle et dans celle de la philosophie.
Franz Rosenzweig a souffert de la sclérose latérale amyotrophique ou maladie de Charcot. Vers la fin de sa vie, il n'a pu écrire qu'avec l'aide de sa femme, Edith. Elle récitait les lettres de l'alphabet jusqu'à ce qu'il lui indique la bonne par un clignement des yeux.

## Philosophie

### Penser la guerre
« Le traumatisme originel fut ici celui de la Première Guerre mondiale. Pour Rosenzweig, elle marque la fin d'une civilisation fondée sur la croyance en un ordre rationnel » selon Stéphane Mosès. « Mais c’est paradoxalement sur les décombres de la raison historique que l’espérance peut reprendre son essor ». Le retour de Rosenzweig au judaïsme se comprend sans cette dynamique, associée à une expérience mystique[C'est-à-dire ?].
« Alors que, pour Hermann Cohen, le peuple juif donne son sens ultime à cette idée d’histoire dont il est le créateur », pour Rosenzweig, au contraire, observe Sophie Nordmann, « le peuple juif est hors de l’histoire. Seul peuple qui échappe à la marche linéaire du temps, il est, affirme Rosenzweig, le peuple éternel». Le peuple singulier, distinct de ce qu’il appelle les « peuples du monde » : le seul peuple qui ne repose qu’en lui-même. « La vie dans le temps est interdite à ce peuple, au nom de la vie éternelle », constate Rosenzweig.

### Penser contre Hegel
Rosenzweig se bat sur deux fronts : celui de l'assimilation des juifs allemands à l'idéologie universalisante et fusionnelle promue en Allemagne depuis le XIXe siècle. Et celui du sionisme auquel il se refuse à réduire le destin juif et dont il débat avec Gershom Scholem, en particulier.
Ce qui se joue, dans ce double refus, c’est le projet de « penser, contre Hegel, qu’il n’y a pas d’instance supérieure au tribunal de l’histoire », selon Bernard-Henri Lévy. « La thèse de Rosenzweig, c’est que le judaïsme est le mot manquant de l’hégélianisme. La preuve que l'hégélianisme ne marche pas, c’est la persistance du judaïsme […]. Si Hegel a raison, le judaïsme doit disparaître. Si le judaïsme ne disparaît pas, c’est que Hegel a tort ».
Qu’est-ce qui fait que le judaïsme reste toujours vivant, pour Rosenzweig ?  C’est le rapport à la loi, le rapport à la langue, le rapport à la terre. Une loi plus importante, plus éminente que l’histoire. Une terre pour une large part imaginaire, ou qui ne peut être aimée concrètement que si elle a aussi un siège dans l’imaginaire. Une langue, enfin, qui garde en elle une part de sainteté. Ce sont les trois éléments qui, pour Rosenzweig, constituent la singularité juive.

### Rosenzweig et la religion
Le retour à l’étude des textes juifs joue un rôle essentiel chez Rosenzweig. Mais, au sens où il l’entend, ce retour au texte ne doit pas, pour autant, être confondu avec un « retour à la religion ». B-H Lévy souligne que, dans une lettre adressée à Rudolf Hallo, Rosenzweig résumait ainsi la tâche qu’il s’assignait : « unreligios sein (être a-religieux) », devise qu'il avait fait inscrire à l’entrée de sa maison d’études. L'étude importe plus que la foi. Lévy précise que, pour Rosenzweig, il ne s’agit évidemment pas d’être blasphématoire ; surtout pas indifférent. « Non, irréligieux. Refusant simplement, et jusqu’au bout, les facilités de l’effusion, de l’expansion, de la fuite dans le sentiment. »

### Rosenzweig et la kabbale
Rosenzweig accorde une place remarquable à la Kabbale dans sa philosophie. À partir des deux extrêmes, « le dieu-esprit judéo-grec » et « le dieu-homme judéo-chrétien », entre lesquels se comprend le judaïsme, selon lui, Rosenzweig cherche une autre voie. Il ne la trouve pas « dans les grotesques égarements de la Kabbale à ses débuts », mais « dans la Kabbale à son apogée, dans sa phase tardive ». Rosenzweig se réfère essentiellement à la kabbale lourianique, selon Moshé Idel.
Parallèlement à ses travaux en philosophie, Rosenzweig travaille à une traduction allemande de la Bible avec son ami, Martin Buber. Un autre de ses amis, Walter Benjamin, travaille de son côté à la traduction allemande d’À la recherche du temps perdu de Marcel Proust. Rosenzweig, Buber et Benjamin fondent une école de traducteurs où les concepts d’Isaac Louria (le tsimtsoum, la chevirat hakelim, le tikkun olam) prennent une importance considérable en retentissant sur leur philosophie. Gershom Scholem est très lié à ce groupe. L’embryon de l’école scholémienne de la Kabbale se crée autour de Rosenzweig. Elle trouvera son lieu de prédilection à l’Université hébraïque de Jérusalem à fin des années 1920.

### Penser le langage
La pensée de Rosenzweig, axée sur la temporalité, requiert une nouvelle méthode, attentive au langage, selon les données qu'il trouve chez Isaac Louria. Le principe qui détermine l’analyse de l’existence humaine ne sera pas le logos (la raison), mais le langage lui-même, pour Rosenzweig. Mais comment penser le langage ?

### Dieu, le monde, l’homme; Création, Révélation, Rédemption
Rosenzweig part de trois notions qui sont pour lui essentielles à toute pensée, à toute expérience et à toute réalité : Dieu, le monde, l'homme. Ces trois notions, inséparables, ne sont pas immobiles et sont mises en relation avec les trois notions que ce sont la création, la révélation et la rédemption. Symbolisés par deux triangles, ces notions se rejoignent et se recoupent à la manière d’une étoile transmise de génération en génération par l'étude de la littérature juive.
« Le judaïsme, dans la compréhension phénoménologique que Rosenzweig en a livré, souligne Bernard-Henri Lévy, ce n’est pas une identité biologique ; ce n’est pas seulement une identité religieuse et communautaire ; ce n’est évidemment pas une identité seulement nationale ; c’est une identité qui existe par l’étude et qui procède de l’étude ».

### Judaïsme et christianisme

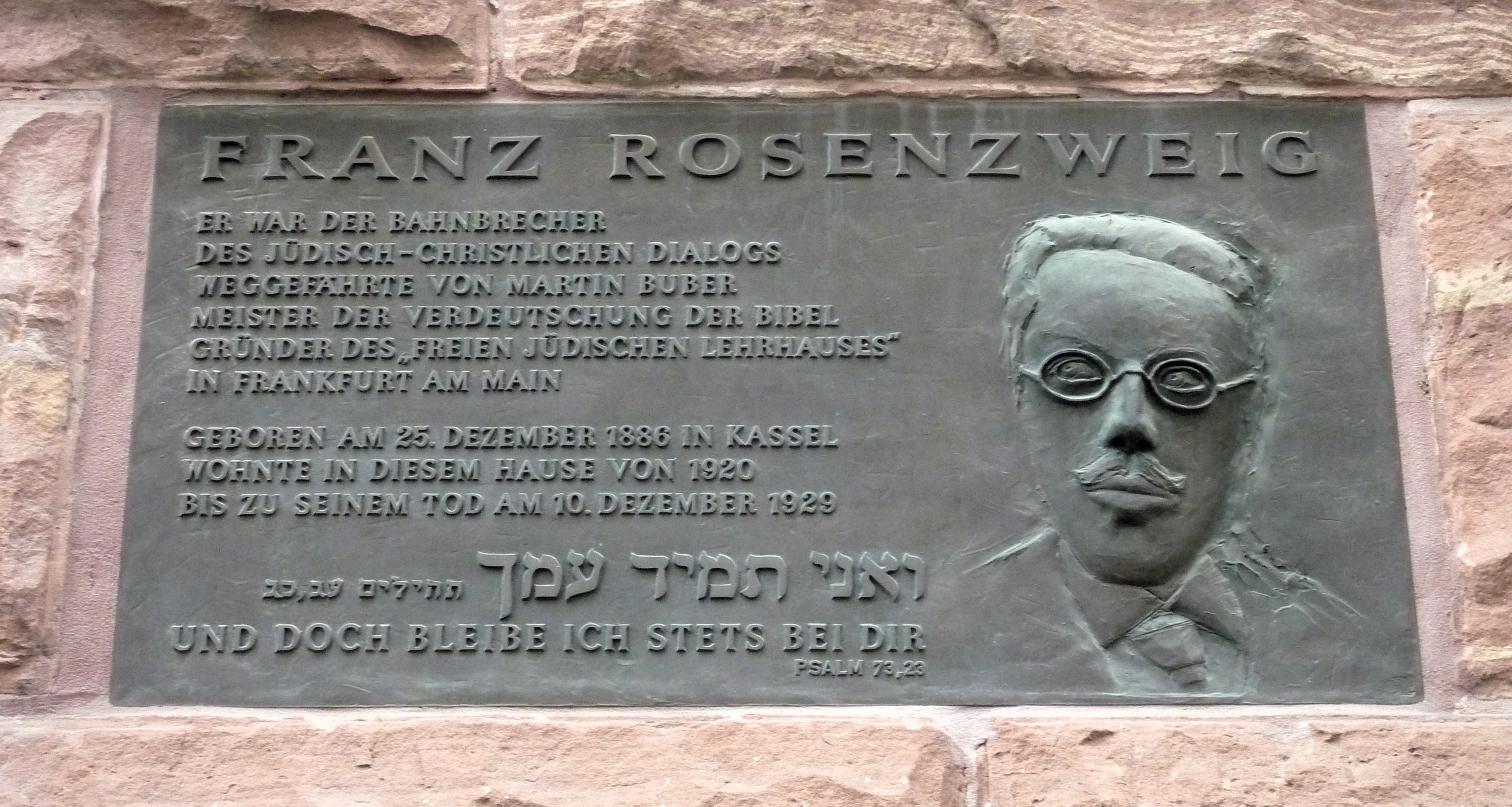
Plaque commémorative de Franz Rosenzweig sise à son domicile à Francfort, dévoilée le 29 avril 1993. Inscriptions : « Franz Rosenzweig. Il fut le pionnier du dialogue judéo-chrétien, compagnon de Martin Buber, maître de la germanisation de la Bible, fondateur de la « Maison juive libre d'enseignement » à Francfort-sur-le-Main. Né le 25 décembre 1886 à Cassel, a vécu dans cette maison de 1920 jusqu'à sa mort le 10 décembre 1929 ». « Et pourtant je reste toujours avec toi » (Psaume 73:23)

Rosenzweig ne fait pas du judaïsme « l’ancêtre » du christianisme, puisque, précisément, il se situe hors de l'histoire. Le judaïsme et le christianisme constituent, pour lui, deux voies d’accès à la même vérité, deux voix d’accès fraternelles et égales en dignité.

### Rosenzweig et Heidegger
L'Étoile de la Rédemption a eu beaucoup d'influence sur Martin Heidegger, notamment dans son essai Sein und Zeit (Être et Temps), paru en 1927.
« Avant Heidegger, Rosenzweig a compris le temps non comme une forme préexistante dans laquelle les événements viendraient se loger, mais comme une modalité spécifique de l’être-là de l’homme. Les trois temps qui, dans L’Étoile, articulent l’ordre de l’existence, préfigurent les trois ek-stases temporelles de Sein und Zeit », selon Emilio Britto.
Toutefois, la pensée de Rosenzweig diffère radicalement de celle de Heidegger. Le contraste se marque d’emblée dans la façon de comprendre les trois notions fondamentales : Dieu, le monde, l'homme.
« Le Dasein de Sein und Zeit s’enferme dans la résolution à soi-même, tandis que, pour Rosenzweig, « l’être » n’est pas en définitive mon être, mais « son être » (l’être de l’Eternel) », selon Britto. « Pour Heidegger, le monde est un « existential », au moment où se structure le Dasein ; en revanche, Rosenzweig comprend le monde dans l’ordre de la création ».
Tous les autres contrastes entre Rosenzweig et Heidegger dérivent de ces divergences fondamentales : du côté de Heidegger, « on trouve le « projet jeté », la « liberté pour la mort », « l’être présent pour son temps », la thèse de « je suis moi-même le temps », la vérité de « chaque fois » ; du côté de Rosenzweig, « on rencontre la Création et la Révélation, la certitude de la vie éternelle, la disponibilité constante pour la venue du Royaume, la thèse que Dieu s’étend de l’éternité à l’éternité, la vérité éternelle ».

### Rosenzweig et Levinas
Emmanuel Levinas a signalé l’importance de Rosenzweig dans la formation de sa propre pensée mais il ne l’a guère commentée. En 1959, il prononce une conférence intitulée "Entre deux mondes" (La voie de Franz Rosenzweig), biographie spirituelle.
L’influence de Rosenzweig sur Levinas tient surtout à la conception du « totalitarisme comme une propriété, non du politique, mais de l’être », selon Bernard-Henri Lévy.

## Œuvres
- Martin Buber et Franz Rosenzweig, Dialogue, tradition, traduction. Choix de lettres : 1919-1929, Paris, Hermann, 2015.
- Franz Rosenzweig, Confluences : Politique, histoire, judaïsme, Paris, Vrin, 2003.
- Franz Rosenzweig, L'Étoile de la Rédemption, traduite par A. Derczanski et J.-L. Schlegel, Paris, Seuil, 1982.
- Franz Rosenzweig, Foi et Savoir : Autour de L’Étoile de la Rédemption, Paris, Vrin, 2001.
- Franz Rosenzweig, Livret sur l'entendement sain et malsain, Paris, Cerf, 1988.